# General Orlov
General Orlov é um personagem do filme 007 contra Octopussy, principal antagonista do décimo-terceiro filme da série cinematográfica do agente britânico James Bond, criado por Ian Fleming.

## Características
Tenente-general do Exército Soviético, obcecado pelo poder militar, corrupto e fanático, Orlov comanda as divisões soviéticas na Alemanha Oriental. Sua grande ambição é ver as tropas de seu país marchando sobre a Europa Ocidental. Astuto e impaciente, desafia seus próprios superiores. como o General Gogol, para que o país tenha um postura mais agressiva com a OTAN e associa-se a Kamal Khan no plano genocida de detonar um artefato nuclear numa base militar norte-americana na Alemanha Ocidental, fazendo parecer um acidente, de maneira a que os países ocidentais abram mão nas armas nucleares e os exércitos comandados por Orlov possam marchar sobre eles.

## Filme
Orlov aparece no filme no Kremlin, tendo grande discussão com outros líderes soviéticos, sobre a timidez da URSS em enfrentar decisivamente seus inimigos do Ocidente. Gogol, presente à reunião e um pragmático entusiasta da détente, tem o subordinado como um fanático impulsivo, rejeitando junto com outros líderes seu plano de invasão geral da Europa Ocidental, apresentado por Orlov.
O que a cúpula militar e política desconhece é que Orlov há tempos também vem roubando jóias do período imperial russo de extremo valor, guardadas no depósito de artes do Kremlin, e colocando no lugar delas cópias idênticas, feitas por artesões seus cúmplices. Sua associação com Khan é pragmática para ambos os lados. Ele quer a ajuda do príncipe asilado e ladrão para colocar a bomba nuclear dentro da base norte-americana - num dos trens da caravana circense de Octopussy, associada de Kamal no contrabando de jóias - e conseguir seu objetivo de dominação militar e política, enquanto Khan quer as jóias de inestimável valor que Orlov vem roubando, entre elas a inestimável Estrela Romanov.
Investigando Khan, Octopussy, a morte de 009 e um ovo Fabergé roubado, Bond descobre que tudo é apenas a ponta de um iceberg das verdadeiras e mortais intenções de Khan e Orlov. O confronto dos dois se dá no vagão de trem do circo de Octopussy na fronteira entre as duas Alemanhas, onde o fanático é morto a tiros ao tentar subir no vagão para cruzar a fronteira, depois de seu roubo e traição terem sido descobertos,  por soldados de seu próprio exército comandados pelo general Gogol, que descobriu a traição de seu oficial.